# Acaia (província romana)

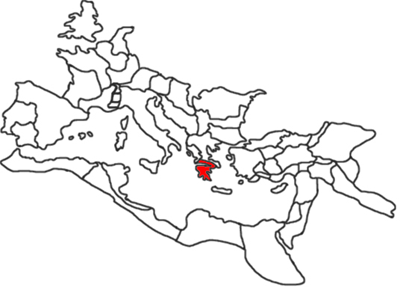
Acaia, en vermell, dins l'Imperi Romà cap a l'any 120

Acaia va ser una província romana formada suposadament després del 146 aC amb els territoris de la Lliga Aquea (inclosa Esparta) i la Lliga Etòlia, és a dir quasi tot el Peloponès, als que es van afegir Àtica, Beòcia i les illes properes a Grècia, i segons Estrabó també Tessàlia, però Claudi Ptolemeu diu que Tessàlia formava part del Macedònia. És probable que Acarnània fos part de la província, però Ptolemeu l'assigna a Epir.
Els historiadors no es posen d'acord amb la data de fundació de la província. Polibi no en parla, de la província. Encara que després del 146 aC es va eliminar el poder de la Lliga Aquea, probablement el sistema de govern de cada ciutat va seguir durant un temps (potser gairebé un segle) com abans, i se sap que en alguns moments les ciutats gregues van estar subjectes a les decisions del governador romà de Macedònia. Luci Mummi Acaic va conquerir l'any 146 aC tots aquells territoris i va destruir Corint, però encara que els va posar sota el poder de Roma sembla que era una província senatorial, i algunes ciutats, sobretot Atenes i Esparta van conservar el seu propi govern als seus territoris. Plutarc diu expressament que en temps de Luci Licini Lucul·le, (cònsol l'any 74 aC) els romans encara no havien enviat pretors a Acaia. És possible que la província no s'establís com a tal fins al temps de Juli Cèsar després de l'any 50 aC que és quan es coneix el primer governador, Publi Sulpici Rufus, segons diu Ciceró.
En temps de Cèsar August la Grècia europea estava dividida en les províncies d'Acaia, Macedònia i Epir, que també incloïa Il·líria, i en el repartiment de províncies Acaia va correspondre al Senat romà i era governada per un procònsol. Tiberi la va convertir en província imperial l'any 16, però Claudi la va retornar al Senat i en aquell temps la capital provincial era Corint i aquí va ser portat Pau de Tars davant el procònsol Luci Juni Gal·lió. Neró va suprimir la província i va restablir la llibertat de les ciutats gregues però Vespasià la va restablir i va fer pagar a les ciutats un tribut anyal.
La província d'Acaia com a tal i governada per procònsols va existir fins al temps de Justinià I.